# Joanna Connor
Joanna Connor (née le 31 août 1962) est une chanteuse, auteur-compositeur et guitariste de blues américaine.
Elle naît à Brooklyn, New York, et grandit à Worcester, dans le Massachusetts. Après avoir déménagé à Chicago en 1984, elle est attirée par la scène blues de Chicago. Elle partage la scène avec James Cotton, Junior Wells ou Buddy Guy, puis rejoint le 43rd Street Blues Band de Dion Payton.
En 1987, elle forme son propre groupe et enregistre son premier album en 1989 pour Blind Pig Records, avant de tourner aux États-Unis, au Japon, en Amérique du Sud et en Europe.
En 2002, elle quitte Blind Pig et signe un contrat d'enregistrement avec le petit label indépendant M.C. Records.
Elle gagne en renommée après qu'une vidéo, montrant une performance époustouflante à la guitare slide lors du North Atlantic Blues Festival à Rockland (Maine) en 2014, obtient près d'un demi-million de vues.
Son mélange de blues, de jazz, de funk et de pop est qualifié de « son nouveau », « blues brut », « rapide et agressif ».

## Discographie
- 1989 Believe It!
- 1992 Fight
- 1993 Living On The Road (album live)
- 1995 Rock & Roll Gypsy
- 1996 Big Girl Blues
- 1998 Slidetime
- 2001 Nothing But The Blues (live)
- 2002 The Joanna Connor Band
- 2003 Mercury Blues
- 2008 Unplugged at Carterco, avec Lance Lewis (Bluesblaster Records)
- 2010 Live 24 (live à Kingston Mines, Chicago)
- 2016 Six String Stories (M.C. Records)
- 2021  4801 South Indiana Avenue (Keeping The Blues Alive)